# Церква Святого Юрія (Берегомет)
Церква Святого Юрія — втрачена дерев'яна церква в селі Берегомет, Вижницького району, Чернівецької області.

## Історія
Будівництво церкви було закінчено 1894 року. Ініціатором побудови церкви був Юрій Гавалешко, який займав посаду двірника у той час (рівнозначно посаді сілького голови). За власні кошти Юрій Гавалешко придбав ділянку землі для побудови церкви та сільського цвинтаря. Цим зацікавився місцевий граф Василько, що мав маєток у Берегометі та володів місцевими лісами та землями. Він пожертував на будівництво церкви численні будівельні матеріали, що знаходились у сідньому селі Вовчинець. Силами місцевих жителів, а саме сімей Бужорів, Марчуків, Гавалешків та Бучорів будівельні матеріали були доправлені до місця побудування церкви.
1960 року церкву було закрито окупаційною владою СРСР та переобладнано у краєзнавчий музей. Місецвими жителями вдалося зберегти та закопати церковні дзвони у місці, яке трималось у таємниці до відкриття церкви 1992 року.

## Пожежа 2010 року
18 червня 2010 року приблизно о 04:00 ранку до Народної служби порятунку МНС «101» надійшло повідомлення про пожежу у Свято-Юріївській церкві в селищі Берегомет Вижницького району Чернівецької області. На місце пожежі одразу прибули пожежники підрозділів смт. Берегомет та м. Вижниця, а також працівників місцевих пожежних команд сіл Лукавці та Іспас. Оскільки повідомлення про пожежу до рятувальної служби дійшло із запізненням, то на момент прибуття пожежно-рятувальної команди церква була повністю охоплена вогнем. Дерев'яна церква була знищена вогнем повністю.
Від церкви вціліла лише окремо розташована дзвіниця. 